# Кућа Саве Јеремића у Послону
Кућа Саве Јеремића је непокретно културно добро које се налази на простору Послона у Ражњу. Саграђена је 1930. године. 

## Опис и архитектура
Основа је правоугаоног облика, бондручне конструкције са високим каменим темељима, једним делом изнад подрума. Симетрично постављени прозори и врата на фасади богато су профилисани, што уз малтерну пластику сведочи о градском узору о грађењу сеоске куће, карактеристичном за тадашњи временски период. Споменик културе осим архитектонског има и меморијални значај, јер је припадао познатом фрулашу Сави Јеремићу, који је био међународно признат.

## Кућа данас
На предлог нишког Завода за заштиту споменика кућа је од 2002. године под заштитом Републике Србије
Године 2007. у Ражњу је основана и Фондација „Сава Јеремић” која има за циљ обнову његове родне куће.